# Forcipomyia donskoffi
Forcipomyia donskoffi är en tvåvingeart som beskrevs av Clastrier och Wirth 1995. Forcipomyia donskoffi ingår i släktet Forcipomyia och familjen svidknott.
Artens utbredningsområde är Franska Guyana. Inga underarter finns listade i Catalogue of Life.